# 椎名実果
椎名 実果（しいな みか、1983年12月31日 - ）は、日本の元AV女優、元ストリッパー。

## 略歴・人物
2003年10月、宇宙企画より『「夢・聖・女』でデビュー。
2005年3月1日にはストリップに進出、川崎ロック座所属のダンサーとして新宿ニューアートで初舞台を踏む。
趣味はマラソン、カラオケ、ショッピング、映画・音楽鑑賞。
2006年11月26日、自身のブログにて引退を表明した。

## 出演作品
2003年
- 夢・聖・女（10月31日、宇宙企画）
- Kissより微熱（11月30日、宇宙企画）
- 〜メイド・イン・ラヴ〜（12月28日、宇宙企画）

2004年
- 発情果実（1月31日、宇宙企画）
- プレミア・ミックス（2月27日、宇宙企画）
- イカぬなら イカせてみよう ホトトギス（2月27日、ミリオン）
- 完全調教女子校生（3月19日、ミリオン）
- ドリームシャワー55（6月4日、ワープエンタテインメント）
- 女を玩具にするオンナ（6月4日、ワープエンタテインメント）
- 代表取締役 女子高生（6月4日、ワープエンタテインメント）
- 宇宙企画 2004DX（6月13日、宇宙企画）※総集編
- 悪女宣言 最凶のBAD QUEEN──ここに生誕（7月1日、ワンズファクトリー）
- FACE74（9月16日、アウダースジャパン）
- 裏FACE催眠［赤］II（9月16日、アウダースジャパン）
- 宇宙企画COMBO! 4時間 コスプレ編（9月24日、宇宙企画）※総集編
- 宇宙企画 THE BEST EPISODE 2004（11月12日、宇宙企画）※総集編
- G1ダービー 第2レース（12月1日、ワンズファクトリー）

2005年
- 眼鏡フェチ（3月1日、ゾーンワークス）
- COBRA SPECIAL 痴女コブラとレズコブラ（3月5日、ワープエンタテインメント）※総集編
- ドリシャ伝説2（3月15日、ワープエンタテインメント）
- 蛇縛の大殺界 ─間違えられた女─（4月8日、アタッカーズ）
- LOVE/FUNNY DOLL（6月5日、ビーエムドットスリ－）
- 悪女宣言4時間DX（8月1日、ワンズファクトリー）※総集編
- 女麻薬捜査官レイプ 堕天使の涙（8月7日、アタッカーズ）
- スクールガールコレクション5（9月15日、ワープエンタテインメント）※総集編
- 宇宙企画COMBO! 4時間 僕のいいなりメイド編（9月16日、宇宙企画）※総集編
- 近親強姦 II（10月13日、隼エージェンシー）
- プレミア・ミックス BestCollection2 4時間（10月21日、宇宙企画）※総集編
- アナルギブアップ 2 美少女浣腸36連発（11月4日、アイエナジー）
- 女子校生強制中出し VII（11月11日、隼エージェンシー）
- 発情パフォーマンス 硬いチ○コを欲しがる6人の女たち（11月11日、隼エージェンシー）
- オナニスト［第十二章］（12月5日、隼エージェンシー）

2006年
- フェラコレ2006冬（1月13日、隼エージェンシー）
- レイプ ぶっかけ アナル ナカ出し! 輪姦学校（1月19日、クロス）
- ギャル痴女（2月10日、ビッグモーカル）
- 僕あと7日で死ぬんです…死ぬまでにやっておきたい病院生活での7つのエッチ（2月19日、クロス）
- 女子校生レイプIII 犯されまくる9人の女子高生（3月10日、隼エージェンシー）
- TRAP TRAP TRAP（3月25日、ビーエムドットスリー）
- 顔キ攻撃 ナース&裸エプロン（3月15日、アイエナジー）
- アタッカーズ・アンソロジー 2005年総集編（5月7日、アタッカーズ）
- A SOAP（6月15日、ニューネクスト）
- メガネ人妻PARADISE（7月19日、クロス）
- 連続絶頂生中出し（8月4日、LEE(GLAY'z））
- 白衣淫夢（8月19日、クロス）
- WATER DANCE（10月19日、スタイルアート）
- 微乳・貧乳・プチ乳・4時間（11月24日、宇宙企画）

2007年
- 近親レイプ4時間（2月10日、隼エージェンシー）

## テレビ出演
- 金曜ナイトドラマ 特命係長 只野仁（2ndシーズン） （2005年1月14日 - 3月18日、テレビ朝日） - 第15話ゲスト出演